# M-Scores Stadion
Das M-Scores Stadion ist ein Fußballstadion in der niederländischen Stadt Dordrecht, Provinz Südholland. Es ist die Spielstätte des FC Dordrecht. Der frühere Name Stadion De Krommedijk leitet sich von der Straße ab, an der die Anlage liegt.

## Geschichte
Das Stadion in Dordrecht wurde im Jahr 1948 eingeweiht und der heutige Businessclub des Stadions (das frühere Clubhaus) wurde 1958 errichtet. Seit dieser Zeit spielt der FC Dordrecht (damals noch als D.F.C.) in der Anlage. Der Rest der Tribünen folgte wenig später. In den Jahren 1983 und 1986 schaffte der Verein den Aufstieg in die erste niederländische Liga. Zum ersten Aufstieg wurde eine neue Stehplatztribüne gebaut. Drei Jahre später wurde das Stadion für die erste Liga renoviert und ein neuer Sitzplatzrang errichtet. Zu dieser Zeit wurde der Verein auch Besitzer des Stadions.
Im Jahr 1998 wurde die Renovierung des Stadions abgeschlossen. Dabei wurden die alten Zuschauerränge abgerissen und neu errichtet. Das Stadion in Dordrecht wurde am 25. September 1998 nach drei Jahren Planung und Bau eröffnet und bekam den Namen des niederländischen Bauunternehmens GN Bouw. Vor dem Umbau fasste die Anlage 9.000 Zuschauer. Heute bietet das Stadion 4100 Plätze. Um die Spielstätte verteilen sich sechs Rasenfußballfelder und zwei Aschenplätze. Des Weiteren gibt es vier Tennis-Hartplätze, vier Baseballfelder und einen großen Parkplatz.
Im Mai 2014 wurde die Umbenennung des Stadions bekanntgegeben. Das Unternehmen Riwal Hoogwerkers bv, welches Arbeitsbühnen vermietet und verkauft, ist Namensgeber geworden.
Nach nur kurzer Zeit als Matchoholic Stadion von 2022 bis 2023 wurde das Stadion im Januar 2024 in M-Scores Stadion umbenannt.